# SBS 저녁종합뉴스
《SBS 저녁종합뉴스》는 SBS 러브FM에서 매일 저녁 6시에 방송되었던 SBS 러브FM의 저녁뉴스 프로그램이다. 

## 역대 방송시간
| 방송 채널  | 방송 기간                           | 방송 시간                                                                    |
| ---------- | ----------------------------------- | ---------------------------------------------------------------------------- |
| SBS 러브FM | 1991년 3월 20일 ~ 1991년 4월 30일   | 매일 저녁 6시 ~ 6시 30분 (30분)                                              |
| SBS 러브FM | 1991년 5월 1일 ~ 1992년 4월 5일     | 매일 저녁 6시 ~ 6시 30분 (30분) 매일 저녁 7시 ~ 7시 30분 (30분)              |
| SBS 러브FM | 1992년 4월 6일 ~ 1993년 11월 10일   | 월요일 ~ 토요일 저녁 7시 ~ 7시 20분 (20분) 일요일 저녁 7시 ~ 7시 10분 (10분) |
| SBS 러브FM | 1993년 11월 11일 ~ 1997년 10월 31일 | 월요일 ~ 토요일 저녁 6시 ~ 6시 20분 (20분) 일요일 저녁 6시 ~ 6시 10분 (10분) |
| SBS 러브FM | 1997년 11월 3일 ~ 1998년 12월 31일  | 매일 저녁 6시 ~ 6시 45분 (45분)                                              |
| SBS 러브FM | 1999년 1월 1일 ~ 1999년 9월 10일    | 매일 저녁 6시 ~ 6시 40분 (40분)                                              |
| SBS 러브FM | 1999년 9월 11일 ~ 2005년 10월 30일  | 매일 저녁 6시 ~ 6시 35분 (35분)                                              |
| SBS 러브FM | 2005년 10월 31일 ~ 현재             | 매일 저녁 6시 ~ 6시 30분 (30분)                                              |

## 앵커
- 무작위

## 타이틀 변천사
| 역대 (대수) | 타이틀                          | 방송 기간                         |
| ----------- | ------------------------------- | --------------------------------- |
| 1대         | SBS 뉴스대행진                  | 1991년 3월 20일 ~ 1991년 4월 30일 |
| 2대         | SBS 뉴스대행진 SBS 저녁종합뉴스 | 1991년 5월 1일 ~ 1992년 4월 5일   |
| 3대         | SBS 뉴스대행진                  | 1992년 4월 6일 ~ 1994년 4월 3일   |
| 4대         | SBS 저녁종합뉴스                | 1994년 4월 4일 ~ 현재             |

## 같이 보기
- SBS의 뉴스 프로그램
- SBS 아침종합뉴스
- SBS 정오종합뉴스

| SBS 러브FM                     |                          |                              |
| 이전                           | SBS 저녁종합뉴스         | 다음                         |
| 김승현, 허수경의 라디오가 좋다 | SBS 저녁종합뉴스         | 허참, 방은희의 즐거운 저녁길 |
| 오후 4시 5분 ~ 저녁 6시        | 저녁 6시 ~ 저녁 6시 20분 | 저녁 6시 20분 ~ 저녁 8시     |
|                                |                          |                              |